# توبي برايس
توبي برايس (بالإنجليزية: Toby Price)‏ هو متسابق دراجات نارية أسترالي، ولد في 18 أبريل 1987 في Hillston, New South Wales ‏ في أستراليا.